# Andrea di Bonaiuto
Ne doit pas être confondu avec Andrea da Firenze (compositeur).

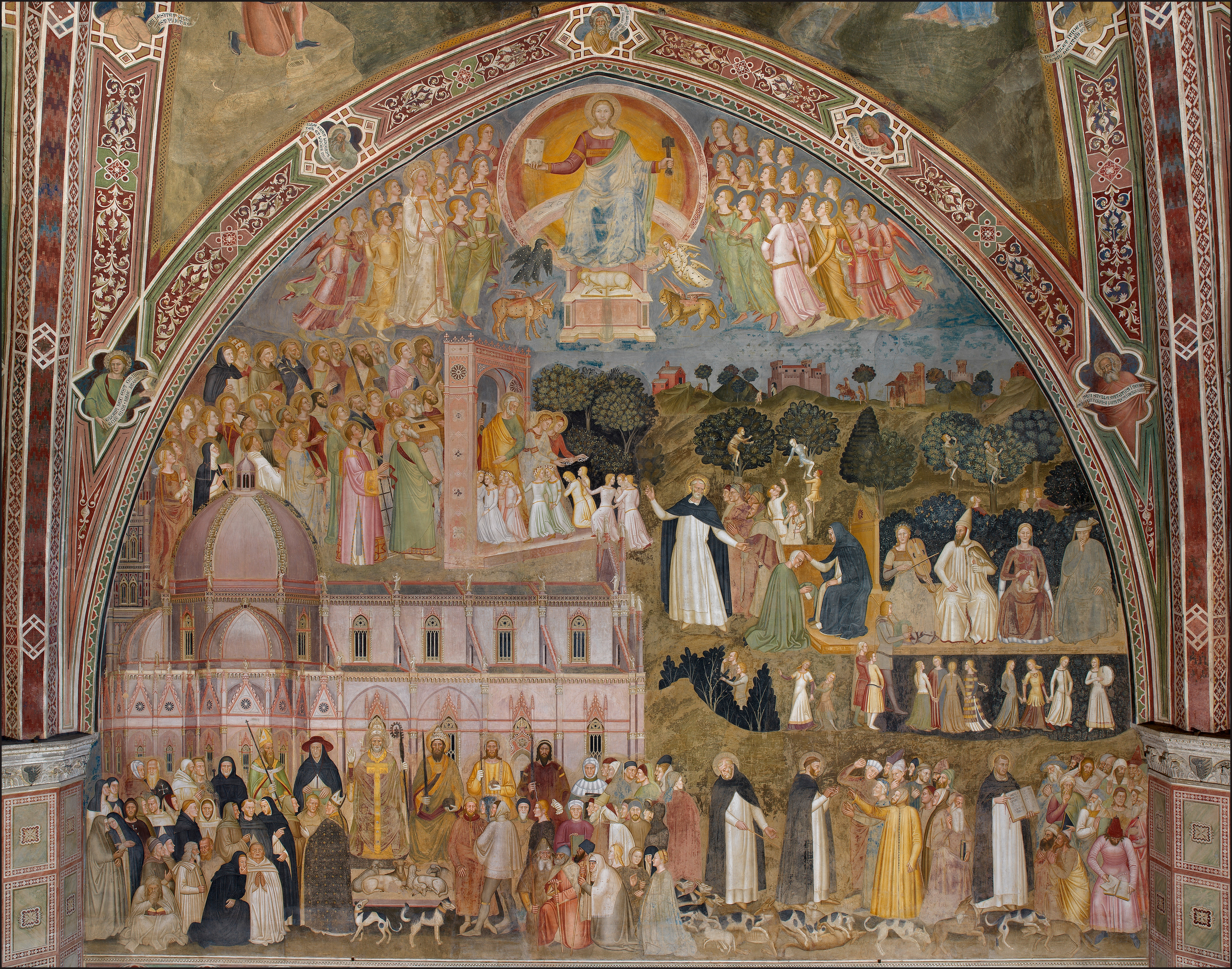
Fresque de la Chapelle des Espagnols, Santa Maria Novella, Florence.

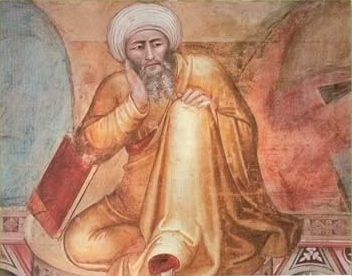
Triomphe de saint Thomas - détail (Averroès).

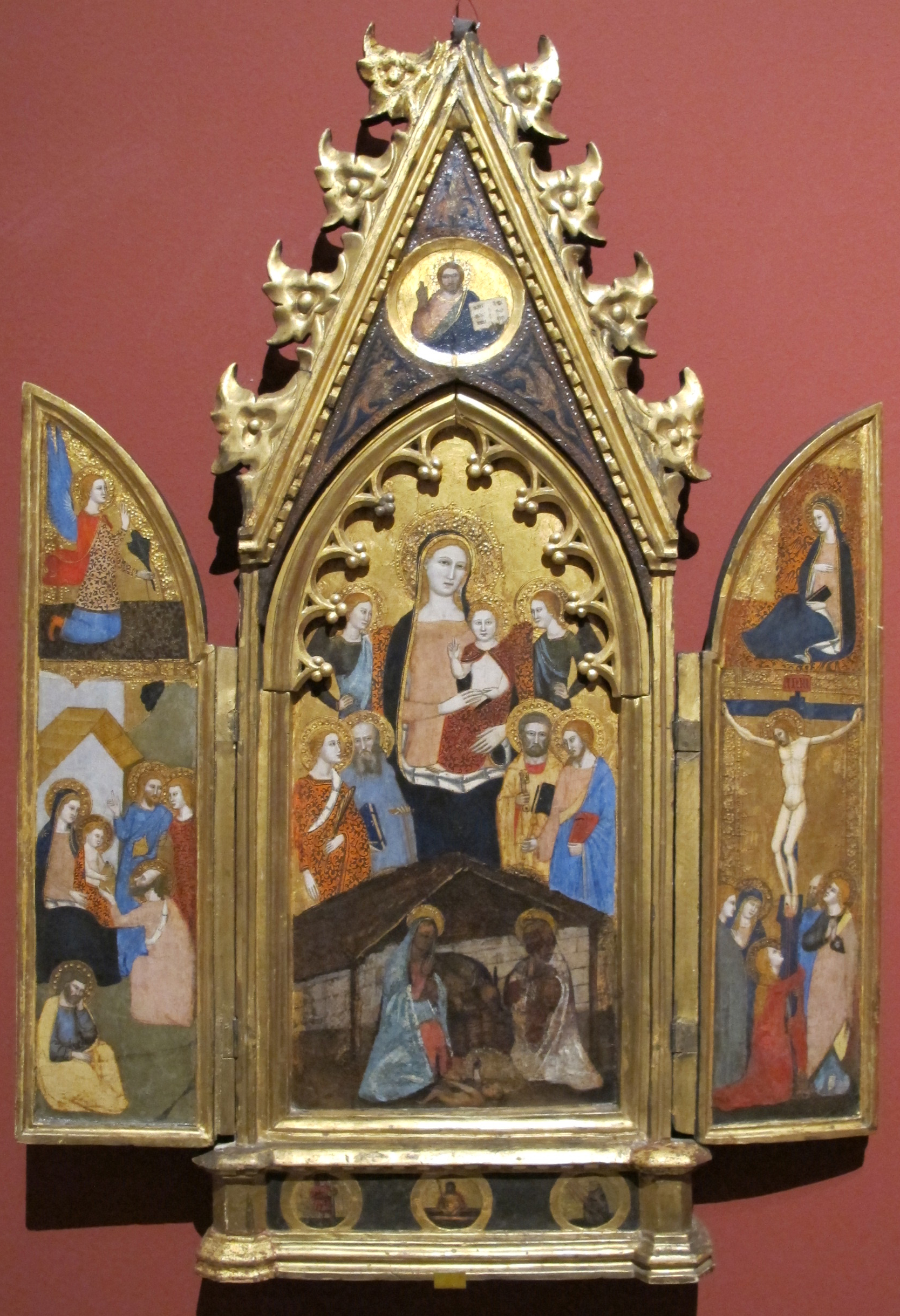
Triptyque du Musée des Beaux-Arts Pouchkine.

Andrea di Bonaiuto ou Andrea Bonaiuti ou même Andrea da Firenze, né à Florence, est un peintre italien de l'école florentine qui a été actif entre 1343 et 1377.

## Biographie
Inscrit dès 1346 à la corporation des peintres intégrée dans l'Arte dei Medici e Speziali de Florence, Andrea di Bonaiuto exécute son chef-d'œuvre vers 1365, le cycle des fresques de la salle capitulaire du couvent de l'église de Santa Maria Novella, appelé ensuite Cappellone degli Spagnoli, commandé comme œuvre de propagande et de renforcement idéologique des ordres dominicains.
Il est enregistré en 1377 pour des fresques au Camposanto monumentale de Pise.

## Postérité
On lui attribue, par ailleurs, un triptyque à l'église Santa Maria del Carmine et une autre œuvre conservée à l'Historical Society de New York, et, selon l'historien de l'art Bernard Berenson, quelques peintures à la Galleria dell'Accademia de Florence et dans autres musées étrangers.

## Œuvres
- Polyptyque de la Vierge à l'Enfant et les saints Léonard, Nicolas, Jean-Baptiste et le prophète Élie, église Santa Maria del Carmine, Florence[2].
- Tabernacle de la Madonna in trono con bambino e Sant'Apollonia, via San Gallo, Florence :
- Sainte Agathe et sainte Domitille, 1360-1365, Galerie de l'Académie, Florence[3].
- Fresques de la Chapelle des Espagnols, Chiostro Verde, Musée de Santa Maria Novella, Florence (années 1360) :
  - Pentecoste ;
  - Resurrezione ;
  - La Navicella, sur la voûte ;
  - Esaltazione dell'ordine domenicano ;
  - Crocefissione ;
  - Via Veritas (le Chemin de la Vérité).
- Cycle de la vie de San Ranieri au Camposanto monumentale de  Pise :
  - Conversione di San Ranieri ;
  - San Ranieri presso il Santo Sepolcro rinuncia al mondo ;
  - Tentazioni e Miracoli di San Ranieri ;
  - Viaggio e ritorno di San Ranieri ;
  - Miracolo di Messina.
- Crucifixion, Musées du Vatican[2].